# La vita è un arcobaleno
La vita è un arcobaleno (The Rainbow) è un film del 1989 diretto da Ken Russell, tratto dal romanzo L'arcobaleno di David H. Lawrence,  e prequel di Donne in amore, diretto dallo stesso regista venti anni prima.

## Trama
La vita dall'infanzia all'età adulta  di Ursula Brangwen, giovane e sensibile maestra di fine Ottocento, alla scoperta della sua sessualità, ma anche della sua identità e autonomia decisionale in un mondo ancora patriarcale.